# Dysmigia
Dysmigia là một chi bướm đêm thuộc họ Geometridae.